# الهرشة (أحواض عمان)
الهرشة أحد احواض لواء الموقر شرقي العاصمة عمان يطلق عليها البعض باسم «ذهيبة المصاروة». 
تبلغ مساحتها حوالي 18000 دونم أي ما يقارب مساحة مدينة سحاب المرة والنصف تقسم إلى عدة موارس 
(القبلي والشرقي والغربي والعاشر والياتر ) مجموعها 18000 دونم.